# 横浜市交通局600型電車
横浜市交通局600型電車（よこはましこうつうきょく600がたでんしゃ）は、かつて横浜市交通局が所有していた路面電車である横浜市電の電車
。

## 概要
戦災を受けた500型を1947年（昭和22年）に三菱重工横浜造船所で復旧した車両。台車や台枠は流用品であるが車体はほとんど新製である。そのため500型とは印象が異なり屋根は浅いなどどちらかというと神戸市電に似たスタイルを持つ車両。モーターは400型や1200型から流用した車両も存在した。車体は軽快になったが、構造が雑なので振動が激しかった。

## 運用
麦田以外に配置されて活躍したが、ワンマン化の対象にはならず1968年〜1969年に廃車され形式消滅。

## 保存
廃車時には2両が保存されたが他の路面電車の保存車と同じように荒廃が進み撤去され保存車は現存しない。